# Volúpia
Volúpia (en llatí Volupia) va ser una deïtat romana, personificació del plaer sensual. El seu nom està relacionat amb voluptas ('plaer amorós'). Tenia un petit santuari a Roma, on hi havia una estàtua d'Angerona.
Algunes fonts diuen que tenia la boca embenada i marcada amb un segell. Altres però, indiquen que tenia un dit damunt de la boca per significar silenci. Els pontífexs li oferien un sacrifici el 21 de desembre, dia del solstici d'hivern.